# ران بين شيمون (لاعب كرة قدم)
ران بين شيمون (بالعبرية: רן בן שמעון‏) هو لاعب كرة قدم إسرائيلي في مركز الهجوم، ولد في 23 مايو 1990 في أسدود في إسرائيل. لعب مع نادي أسدود.

## وصلات خارجية
- ران بين شيمون (لاعب كرة قدم) على موقع قاعدة بيانات كرة القدم.إي يو (الإنجليزية)
- ران بين شيمون (لاعب كرة قدم) على موقع Soccerway.com (الإنجليزية)